# Segunda Batalla de Jakin Due
Pertenece a la serie de animación Gundam Seed.
Última de la guerra, durante su transcurso ambos bandos utilizaron armas de destrucción masiva lo que casi provocó la destrucción tanto de la tierra como las PLANT. La aniquilación total fue evitada gracias a la intervención de la Alianza de las Tres Naves, formada por desertores de ambos bandos y de los restos de la fuerza militar del desaparecido ORB que en esta batalla lucharon contra ambos bandos al mismo tiempo en un intento de evitar la masacre.
- Datos: Q11703703